# Hermann Breith
Hermann Breith, nemški general, * 7. maj 1892, Pirmasens, † 3. september 1964, Pech.